# ایی‌آ-۳۱۴۸
ایی‌آ-۳۱۴۸ (به انگلیسی: EA-3148) با فرمول شیمیایی C۱۲H۲۶NO۲PS یک ترکیب شیمیایی است. که جرم مولی آن ۲۷۹٫۳۷۸ g/mol می‌باشد. 